# HMAS Hunter
El HMAS Hunter (FFG) es el primer buque de la clase Hunter (Fragata Tipo 26) de la Armada Real Australiana. 

## Desarrollo y diseño
Las fragatas clase Hunter son una clase futura clase de fragatas para la Armada Real Australiana para reemplazar a la clase Anzac . Se espera que la construcción comience en 2020, con el primero de los nueve buques que entrarán en servicio a fines de la década de 2020. Se espera que el programa cueste 35.000 millones de dólares australianos y en marzo de 2017 se lanzó una solicitud de licitación a tres contendientes: Navantia, Fincantieri y BAE Systems como parte de un proceso de evaluación competitivo.
La fragata clase Hunter será una variación australiana de la fragata clase Tipo 26 que será operada por la Royal Navy a partir de mediados de la década de 2020. La clase tendrá un desplazamiento a plena carga 8,8 toneladas (8800,0 kg) y será de aproximadamente 150 metros (164 yd) de longitud. El buque será capaz de navegar a más de 27 nudos y tendrá una dotación completa de 180 tripulantes.

## Construcción y carrera
La fragata Hunter, la primera de la serie, recibió la orden el 30 de junio de 2018 y lleva el nombre del vicealmirante John Hunter . Será construido por BAE Systems Australia en Osborne. Se espera que se establezca en 2022 y se ponga en servicio en 2031.